# USS Boyd (DD-544)
USS Boyd (DD-544) là một tàu khu trục lớp Fletcher được Hải quân Hoa Kỳ chế tạo trong Chiến tranh Thế giới thứ hai. Nó là chiếc tàu chiến duy nhất của Hải quân Mỹ được đặt theo tên Joseph Boyd, thủy thủ Hải quân Hoa Kỳ từng tham gia cuộc đột kích của Thiếu tướng Hải quân Stephen Decatur vào cảng Tripoli trong cuộc Chiến tranh Barbary thứ nhất. Nó hoạt động cho đến hết Thế Chiến II, xuất biên chế năm 1947 nhưng lại được cho tái biên chế năm 1950, rồi tiếp tục phục vụ trong Chiến tranh Triều Tiên và Chiến tranh Việt Nam cho đến năm 1969. Con tàu được chuyển chuyển cho Thổ Nhĩ Kỳ và phục vụ cùng Hải quân Thổ Nhĩ Kỳ như là chiếc TCG Iskenderun (D-343) cho đến khi bị bán để tháo dỡ năm 1991. Boyd được tặng thưởng mười một Ngôi sao Chiến trận trong Thế Chiến II, và thêm năm Ngôi sao Chiến trận khác khi phục vụ tại Triều Tiên.

## Thiết kế và chế tạo
Boyd được đặt lườn tại xưởng tàu của hãng Bethlehem Steel Co. ở San Pedro, California vào ngày 2 tháng 4 năm 1942. Nó được hạ thủy vào ngày 29 tháng 10 năm 1942; được đỡ đầu bởi bà C. W. Styer; và nhập biên chế vào ngày 8 tháng 5 năm 1943 dưới quyền chỉ huy của Hạm trưởng, Thiếu tá Hải quân Ulysses S. G. Sharp, Jr..

## Lịch sử hoạt động

### 1943
Gia nhập Hạm đội Thái Bình Dương, Boyd khởi hành đi Trân Châu Cảng vào ngày 14 tháng 7 năm 1943. Sau những lượt huấn luyện bổ sung, nó tham gia hoạt động chiếm đóng đảo Baker vào ngày 1 tháng 9, rồi gia nhập lực lượng đặc nhiệm tàu sân bay nhanh trong vai trò tàu hộ tống cho đợt tấn công lên đảo Wake trong các ngày 5 và 6 tháng 10, cũng như trong cuộc đổ bộ lên quần đảo Gilbert từ ngày 19 tháng 11 đến ngày 8 tháng 12. Vào ngày 26 tháng 11 tại khu vực quần đảo Gilbert, nó được ghi công đã đánh chìm tàu ngầm I-39 của Hải quân Nhật Bản, một chiếc thuộc lớp B1/I-15 có trọng lượng choán nước còn lớn hơn bản thân chiếc tàu khu trục, và có khả năng mang theo một thủy phi cơ trinh sát.
Trong khi bắn phá đảo Nauru vào ngày 8 tháng 12, Boyd bị hư hại bởi hỏa lực của một khẩu đội pháo phòng thủ duyên hải Nhật Bản trong một nhiệm vụ giải cứu; nó chịu đựng tổn thất một sĩ quan và 11 thủy thủ thiệt mạng, cùng 8 người khác bị thương. Nó phải quay về Espiritu Santo, New Hebrides để sửa chữa.

### 1944
Sau khi hoàn tất sửa chữa, Boyd đi đến Trân Châu Cảng vào ngày 23 tháng 3 năm 1944. Nó tham gia cùng Lực lượng Đặc nhiệm 58 trong các hoạt động: đổ bộ lên Hollandia từ ngày 21 đến ngày 24 tháng 4; bắn phá khu vực Truk-Satawan-Ponape từ ngày 29 tháng 4 đến ngày 1 tháng 5; đổ bộ lên Saipan từ ngày 11 đến ngày 24 tháng 6; bắn phá Bonin lần thứ nhất trong các ngày 15-16 tháng 6; Trận chiến biển Philippine trong các ngày 19-20 tháng 6; bắn phá Bonin lần thứ hai vào ngày 24 tháng 6; bắn phá Bonin lần thứ ba trong các ngày 3-4 tháng 7; chiếm đóng Guam từ ngày 12 tháng 7 đến ngày 15 tháng 8; bắn phá Palau-Yap-Ulithi từ ngày 25 đến ngày 27 tháng 7; bắn phá Bonin lần thứ tư vào các ngày 4-5 tháng 8; chiếm phần Nam Palaus từ ngày 9 đến ngày 24 tháng 9; và đổ bộ lên Morotai vào ngày 15 tháng 9.
Sau đó Boyd gia nhập Lực lượng Đặc nhiệm 38 cho các cuộc không kích lên Okinawa vào ngày 10 tháng 10, lên Đài Loan và phía Bắc Luzon từ ngày 11 đến ngày 14 tháng 10, lên chính Luzon vào ngày 15 tháng 10 để chuẩn bị cho cuộc đổ bộ lên Leyte. Sau khi tham gia trận Hải chiến vịnh Leyte trong các ngày 24 và 25 tháng 10, nó hộ tống các tàu sân bay cho các cuộc không kích tiếp theo lên Luzon vào các ngày 5 và 6 tháng 11, 13 và 14, 19 và 25 tháng 11.

### 1945
Từ ngày 31 tháng 12 năm 1944 đến ngày 22 tháng 1 năm 1945, Boyd phục vụ như một tàu hộ tống. Nó tham gia cuộc bắn phá Iwo Jima, rồi trong chính cuộc đổ bộ lên đảo này từ ngày 19 tháng 2 đến ngày 1 tháng 3. Nó đi đến ngoài khơi Okinawa vào ngày 9 tháng 3, và làm nhiệm vụ bảo vệ tại đây cho đến ngày 30 tháng 6. Con tàu gia nhập trở lại Đệ Tam hạm đội cho các cuộc không kích lên chính quốc Nhật Bản từ ngày 10 tháng 7 đến ngày 7 tháng 8.
Boyd là một trong những con tàu quay trở về Hoa Kỳ đầu tiên sau khi Nhật Bản đầu hàng khi nó rời Okinawa vào ngày 7 tháng 9, và được đại tu tại Xưởng hải quân Mare Island từ ngày 25 tháng 9 đến ngày 28 tháng 11. Con tàu di chuyển đến San Diego, đến nơi vào ngày 14 tháng 1 năm 1947, nơi nó được cho xuất biên chế vào ngày 15 tháng 1 năm 1947 và được đưa về lực lượng dự bị.

### 1950 - 1969
Boyd được cho nhập biên chế trở lại vào ngày 24 tháng 11 năm 1950, và trình diện để phục vụ cùng Hạm đội Thái Bình Dương. Sau khi huấn luyện tại vùng bờ Tây, nó lên đường đi sang Triều Tiên vào ngày 28 tháng 5 năm 1951, hoạt động cùng Lực lượng Đặc nhiệm 77 tại đây và trong các cuộc tuần tra tại eo biển Đài Loan, trước khi quay trở về San Diego vào ngày 21 tháng 12 năm 1951. Nó lại rời San Diego vào ngày 12 tháng 7 năm 1952 cho lượt bố trí thứ hai tại Triều Tiên, phục vụ cho việc phong tỏa Wonsan và trong cuộc thao diễn đổ bộ ngoài khơi Kojo từ ngày 6 đến ngày 15 tháng 10. Chiếc tàu khu trục rờ vùng biển Triều Tiên vào cuối tháng 1 năm 1953 và về đến San Diego vào ngày 16 tháng 2. Sau khi kết thúc xung đột tại Triều Tiên, nó hoạt động dọc theo vùng bờ Tây, và còn được bố trí thêm ba lượt hoạt động khác tại Viễn Đông.

### Phục vụ Hải quân Thổ Nhĩ Kỳ
Boyd được cho xuất biên chế vào ngày 1 tháng 10 năm 1969, rút khỏi danh sách Đăng bạ Hải quân, rồi được chuyển cho Thổ Nhĩ Kỳ. Con tàu phục vụ cùng Hải quân Thổ Nhĩ Kỳ như là chiếc TCG Iskenderun (D-343). Nó ngừng hoạt động năm 1981 và bị tháo dỡ.

## Phần thưởng
Boyd được tặng thưởng mười một Ngôi sao Chiến trận do thành tích phục vụ trong Thế Chiến II, và được tặng thêm năm Ngôi sao Chiến trận khác khi phục vụ tại Triều Tiên.